# Hamm
Hamm és una ciutat de Renània del Nord-Westfàlia, Alemanya, situada a l'extrem oriental de la conca del Ruhr, a prop de la ciutat de Dortmund. Actualment té una població de 184.017 habitants (2006), i amb una àrea de 226 km² és la catorzena ciutat més gran d'Alemanya en extensió.
La ciutat de Hamm limita al nord-est amb el districte de Warendorf, a l'est i al sud-est amb el districte de Soest, al sud-oest i a l'oest amb Unna (districte) (pobles de Werner, Bergkamen, Kamen i Bonen), i al nord-oest amb el districte de Coesfeld. Per la ciutat passa el riu Lippe i es troba a una altitud de 63 m.
Coordenades 51° 40′ N i 07° 49′ E.
La ciutat de Hamm té el temple hinduista d'Europa (des de 2002) Sri Kamadchi.

## Fills il·lustres
- Wilhelm Middelschulte (1863-1943) compositor musical.

## Història
La ciutat de Hamm fou fundada el 1226 per Adolf I de la Mark, després va ser la capital del comtat. El 1262 va rebre els drets de ciutat. El 1469 la ciutat fou membre de la Lliga Hanseàtica. El 1974 es va annexionar Bockum-Hövel i Heessen